# Phtheochroa jerichoana
Phtheochroa jerichoana es una especie de polilla de la familia Tortricidae. 

## Distribución
Se encuentra en Palestina, Arabia Saudita, Baréin e Irán (Larestan).